# Eloy Eló Nvé Mbengono
Eloy Eló Nvé Mbengono (Mongomo, 1944 - Rabat, 8 mei 2009) was een politicus uit Equatoriaal-Guinea.
Hij studeerde rechten aan de Complutense Universiteit van Madrid en vestigde zich nadien als advocaat in zijn vaderland. Na de staatsgreep van 1979 werd hij door de nieuwe militaire regering belast met de verdediging van de ten val gebrachte dictator Francisco Macías Nguema. Na het proces werd hij door de Opperste Militaire Raad benoemd tot juridisch adviseur van de regering. Een fel tegenstander van de democratie, werd hij benoemd tot een van de opstellers van de nieuwe grondwet die in 1982 werd aangenomen. Daarnaast was hij minister van Juridisch Zaken.
In 1987 belastte president Teodoro Obiang hem met de taak om de nieuwe eenheidspartij Partido Democrático de Guinea Ecuatorial (PDGE) van een ideologie te voorzien. Als bewonderaar van de Spaanse dictator Francisco Franco streefde hij erna de PDGE te voorzien van een ideologie gebaseerd op het franquisme.. Ook wilde hij de nalatenschap van de vorige dictator, Macías Nguema, laten doorwerken in de partij-ideologie. Van 1987 tot 1993 was hij secretaris-generaal van de PDGE. Toen president Obiang aan het begin van de jaren negentig tot de conclusie was gekomen dat het beter zou zijn voor de wereldwijde publieke opinie om zijn land een meerpartijenstelsel te geven, stuitte hij op heftig verzet van Eloy Eló Nvé. In 1993 werd hij uit zijn partij- en regeringsfuncties ontheven. Hierna was hij openbaar aanklager en verantwoordelijk voor een onderzoek dat de corruptie binnen de gerechtelijke macht aan de kaak stelde. De regering was het niet eens met de conclusies van Eloy Eló Nvé en zijn onderzoekscommissie en plaatste hem praktisch onder huisarrest (1997).
In 1995 was hij een van de oprichters van de oppositiepartij Fuerza Demócrata Republicana (FDR), een partij die hij echter in 2001 verliet toen hij de Partido para el Desarrollo (PPD) oprichtte.
In 1999 werd Eloy Eló Nvé opgepakt en wegens subversief gedrag opgesloten in de Black Beach-gevangenis. Hij ontsnapte en vestigde zich in Spanje. Een rechtbank veroordeelde hem bij verstek tot tien jaar gevangenisstraf. Vanuit zijn ballingsoord was hij een van de felste critici van president Obiang en noemde het regime in zijn vaderland "een afschuwelijke militaire dictatuur.".
Eloy Eló Nvé Mbengo overleed op 8 mei 2009 in Rabat, Marokko.